# حمرية زايرية
حمرية زايرية (الاسم العلمي:Erythrina zeyheri) هي نوع من النباتات تتبع جنس الحمرية من الفصيلة البقولية.

## معرض صور

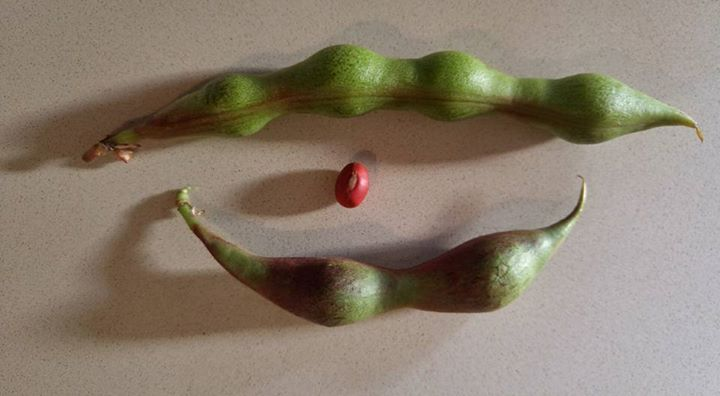
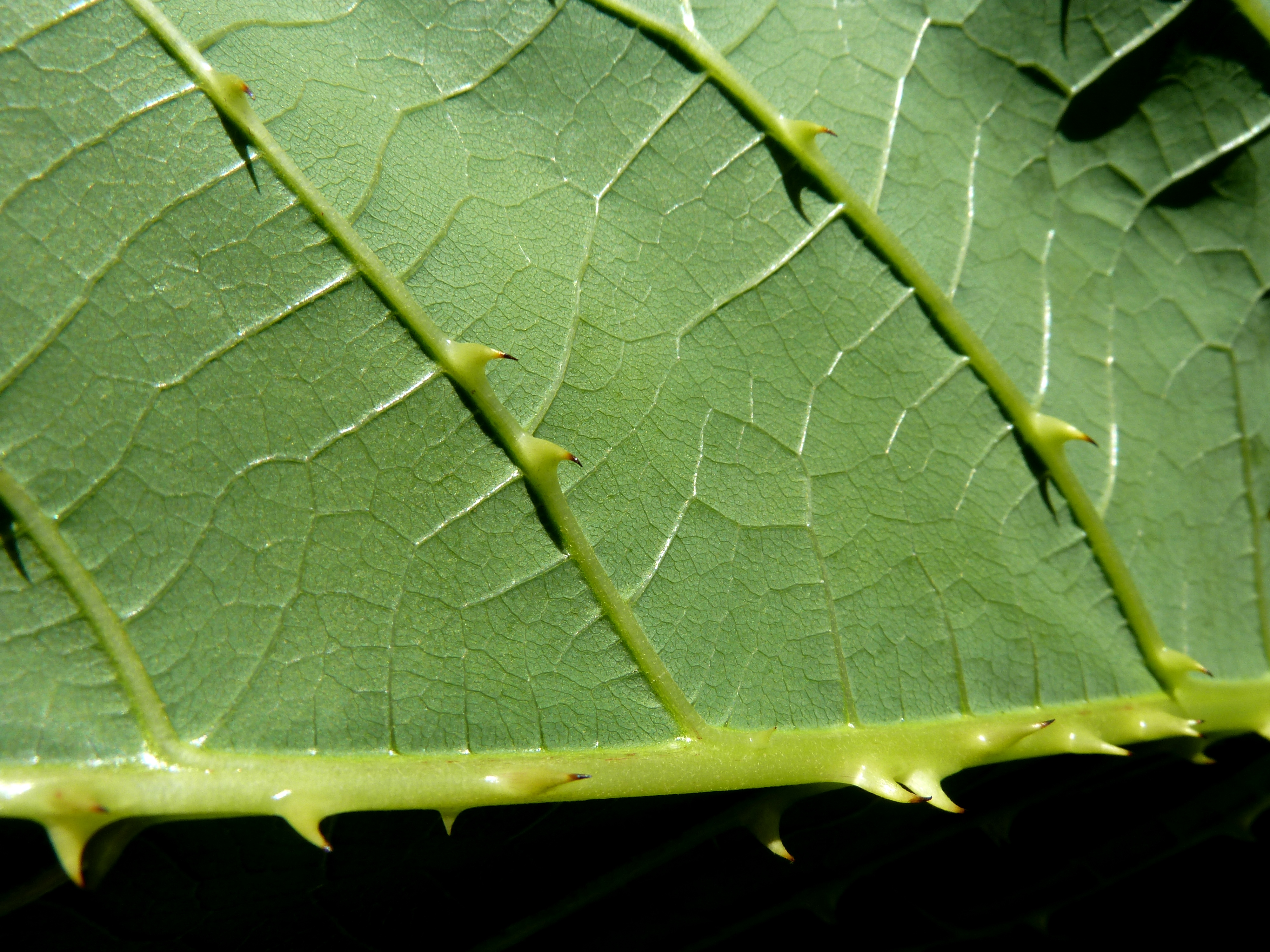
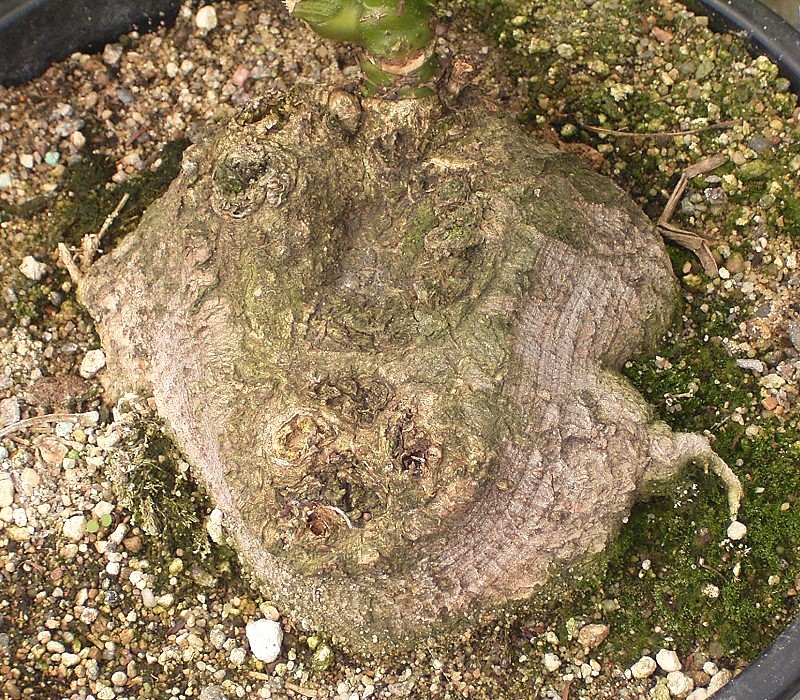